# 徳用万里奈
徳用万里奈（とくもと まりな、1996年2月2日 - ）は、日本の水球選手。水球女子日本代表に選出された経験を有する。2018年アジア競技大会では、銅メダルを獲得した。また、2015年世界水泳選手権、2017年世界水泳選手権、2019年世界水泳選手権ではチームの一員として活躍した。2021年に開催された2020年東京オリンピックでは、日本代表チームのメンバーとなった。

## 概要
中学生で水球を始め、高校は埼玉の強豪校で力を伸ばした。ポジションは守備の要となるセンターバックで、大型の外国選手を相手にしても気後れしない強気のディフェンスが持ち味である。
2020年東京オリンピックでは、同じく石川県白山市出身の浦映月選手とともに果敢に戦った。